# Diluvio universale (Michelangelo)

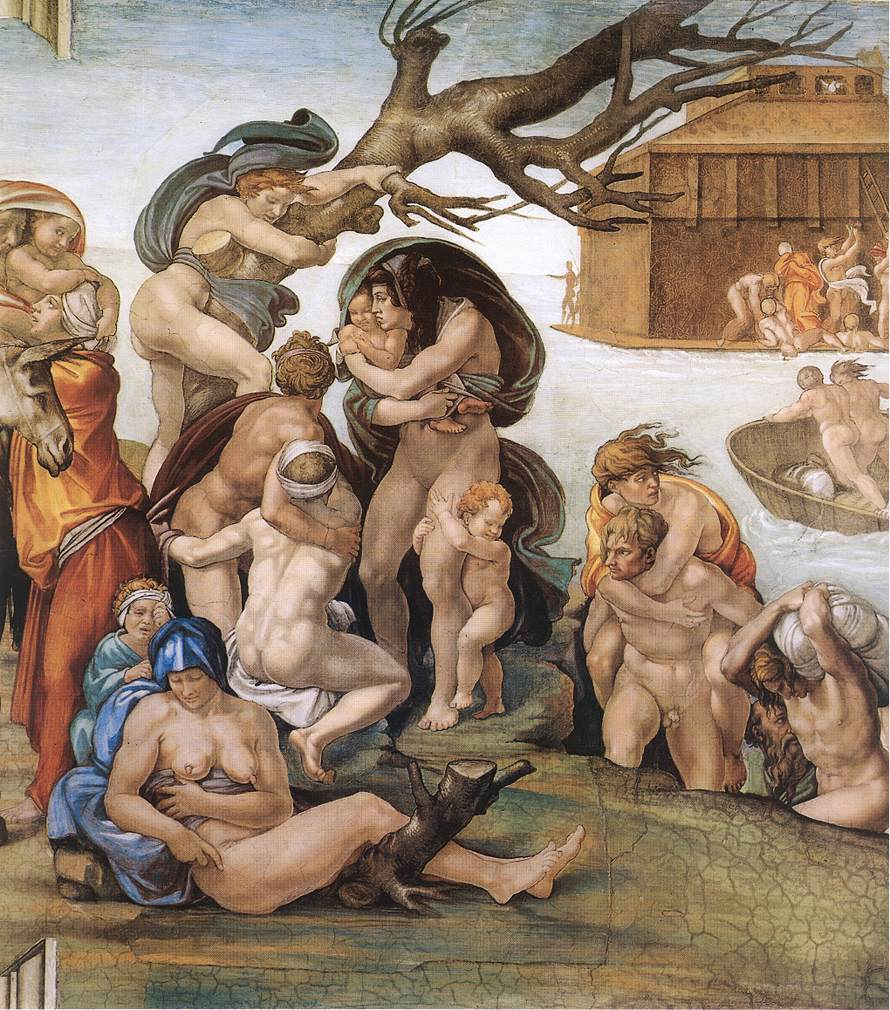
Dettaglio

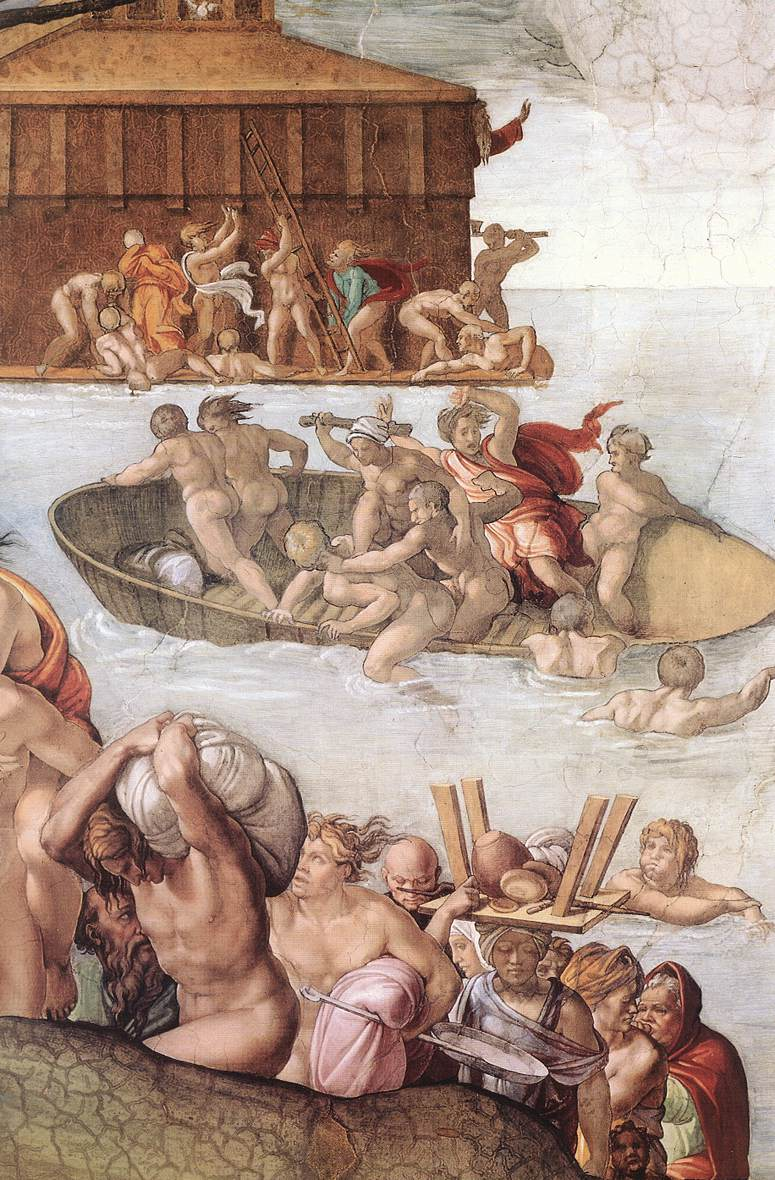
Dettaglio

Il Diluvio Universale è un affresco (280x560 cm) di Michelangelo Buonarroti, databile al 1508-1510 circa e facente parte della serie di affreschi della volta della Cappella Sistina, nel Palazzo Apostolico del Vaticano a Roma, commissionata a Michelangelo dal papa Giulio II.

## Storia
Nel dipingere la volta, Michelangelo procedette dalle campate vicino alla porta d'ingresso, quella usata durante i solenni ingressi in cappella del pontefice e del suo seguito, fino alla campata sopra l'altare. Il Diluvio Universale (Genesi 6,5-8,20) fa quindi parte del primo blocco, e secondo Ascanio Condivi fu la prima scena a essere dipinta sul soffitto.
La scena mostra qualche disparità esecutiva che conferma le notizie di problemi tecnici (una miscela impropria nell'intonaco che causò muffe) e della presenza di collaboratori, nella fase iniziale del lavoro.
Fin dalla prima scopertura degli affreschi, il Diluvio riscosse particolari dimostrazioni di stima. Vasari ad esempio scrisse una descrizione incisiva: «nella storia del Diluvio, dove appaiono diverse morti d'uomini, che spaventati dal terror di quei giorni, cercano il più che possono per diverse vie scampo alle lor vite. Perciò che nelle teste di quelle figure, si conosce la vita esser in preda della morte, non meno che la paura, il terrore et il disprezzo d'ogni cosa. Vedevisi la pietà di molti, aiutandosi l'un l'altro tirarsi al sommo d'un sasso cercando scampo. Tra' quali vi è uno che abracciato un mezzo morto, cerca il più che può di camparlo, che la natura non lo mostra meglio» (Le Vite, 1568).
L'affresco venne interessato da vari danni, come cadute (visibile nel lembo di cielo al centro di un colore diverso) e numerose crepe, soprattutto in occasione dello scoppio della polveriera di Castel Sant'Angelo nel 1797.

## Descrizione e stile
Il Diluvio fa parte delle nove Storie della Genesi, in particolare è la penultima della serie, a metà delle tre Storie di Noè degli ultimi riquadri. Queste scene andavano a comporre un mosaico delle storie dell'umanità "ante legem", prima cioè di Mosè (le cui storie si trovano nei riquadri alle pareti opera di artisti quattrocenteschi). Ciascuna di queste scene della Genesi aveva inoltre una lettura a ritroso legata alla prefigurazione della Settimana Santa, le cui solenni celebrazioni avevano luogo nella cappella e prevedevano una processione che dall'ingresso cerimoniale arrivava all'altare. In questo sistema di concordanze il Diluvio rappresentava il Battesimo di Cristo: come l'acqua del battesimo cancella i peccati, così l'acqua del diluvio purificò il mondo dai peccatori. L'Arca di Noè era poi simbolo della Chiesa stessa: essa è di legno, come il legno della Croce, e analogamente ad esso è un mezzo di salvezza.
A differenza delle scene successive, vi sono raffigurate circa sessanta figure, relativamente piccole. I personaggi spesso nudi, sono, raggruppati e distribuiti lungo direttrici diagonali che accentuano la profondità prospettica. Secondo l'interpretazione dell'episodio fornita da Ugo da San Vittore, l'umanità si divise in tre gruppi umani, ciascuno visibile nell'affresco michelangiolesco. I giusti trovano posto nell'arca (quindi nella Chiesa) e vi trovano la Salvezza; i reprobi tentano di assalirla; il resto delle persone, pur non essendo malvagie, sono perduti per via del loro attaccamento alle cose del mondo, che causeranno la loro fine. Questi ultimi sono la schiera di persone in primo piano che cerca rifugio sulla terra ferma, portando vistosamente i propri beni: alcuni cercano di salire sugli alberi, altri hanno sulle spalle o i propri figli o i familiari. Di essi fanno parte anche le figure sull'isolotto di destra, dove spicca il commovente gruppo dell'anziano genitore che con forza titanica e grande fatica porta in braccio il corpo stremato del figlio. In generale sembra che quest'ultima tipologia di figure abbia la consapevolezza della loro sorte, accettandola dolorosamente ma con rassegnazione, cercando piuttosto di aiutare i più deboli, per quanto possibile.
I reprobi invece sono visibili anche sulla barchetta al centro, mentre litigano l'uno contro l'altro per impedire ad altri di imbarcarsi e rischiando l'affondamento; un altro gruppo cerca di dare assalto all'arca, con una scala o con un'accetta per fare a pezzi lo scafo. Ma niente sembra turbare la grandiosa imbarcazione, simile a una cittadella, sulla quale è già discesa la colomba dello Spirito Santo e Noè vi si affaccia, a sinistra, per vedere il segno divino di un raggio di sole, al centro del cielo come un disco dorato.
Le prime cinque "giornate" (su un totale di ventinove) riguardarono le figure sull'isolotto a destra, che sono condotte a secco (i due personaggi in primo piano a destra del barilotto) o comunque non a "buon fresco" (il giovane nudo sdraiato al centro). Dopodiché dovettero aver luogo i contrasti con gli assistenti, che vennero licenziati, e l'artista dovette procedere da solo, a "buon fresco". Tra queste parti alcune hanno una maggiore freschezza, eseguite dal maestro, mentre altre sono più impacciate, legate alla preoccupazione di seguire attentamente il disegno del cartone, con un modellato più debole e una minore ricchezza nelle pennellate.
Nonostante gli scarti qualitativi, essi non sono sufficienti ad attenuare l'effetto della grandiosa invenzione compositiva.

## Galleria d'immagini

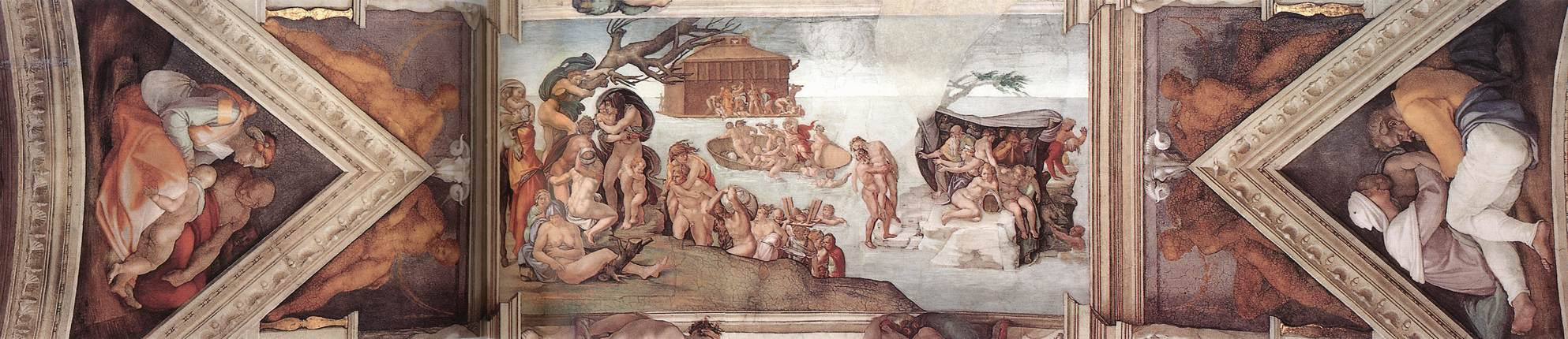
La seconda campata
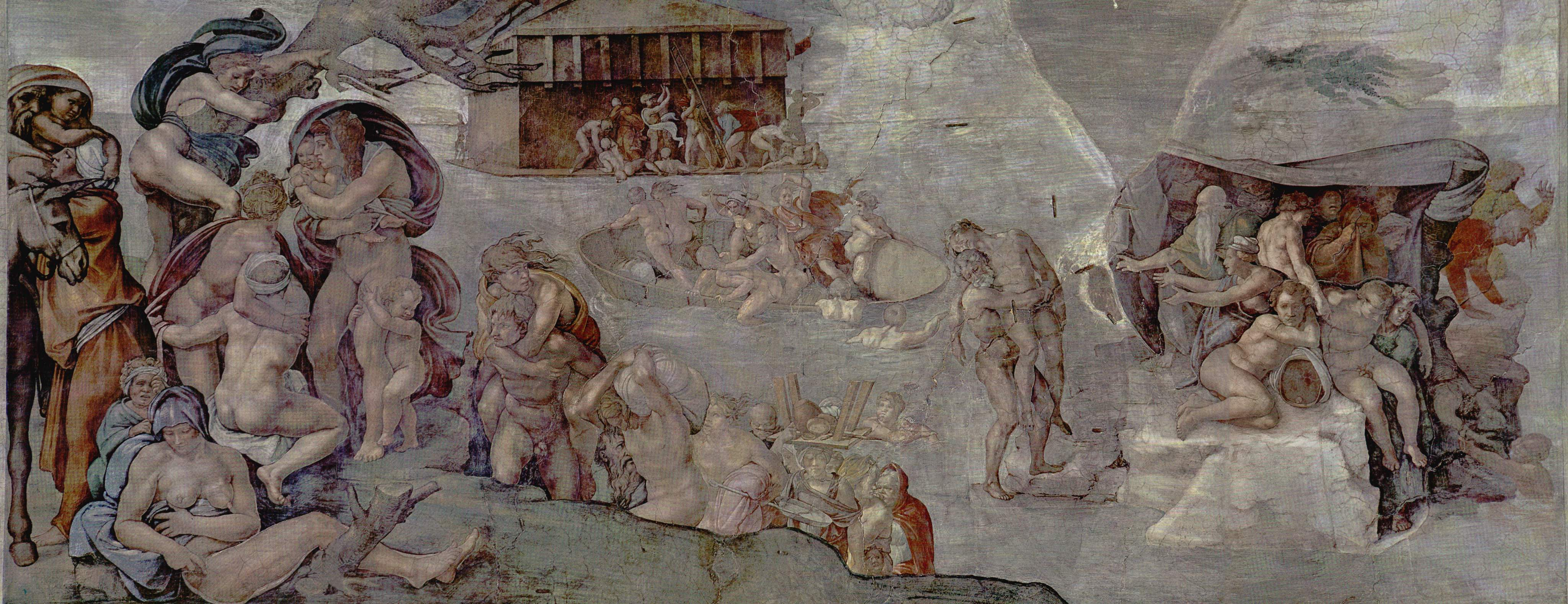
Prima del restauro
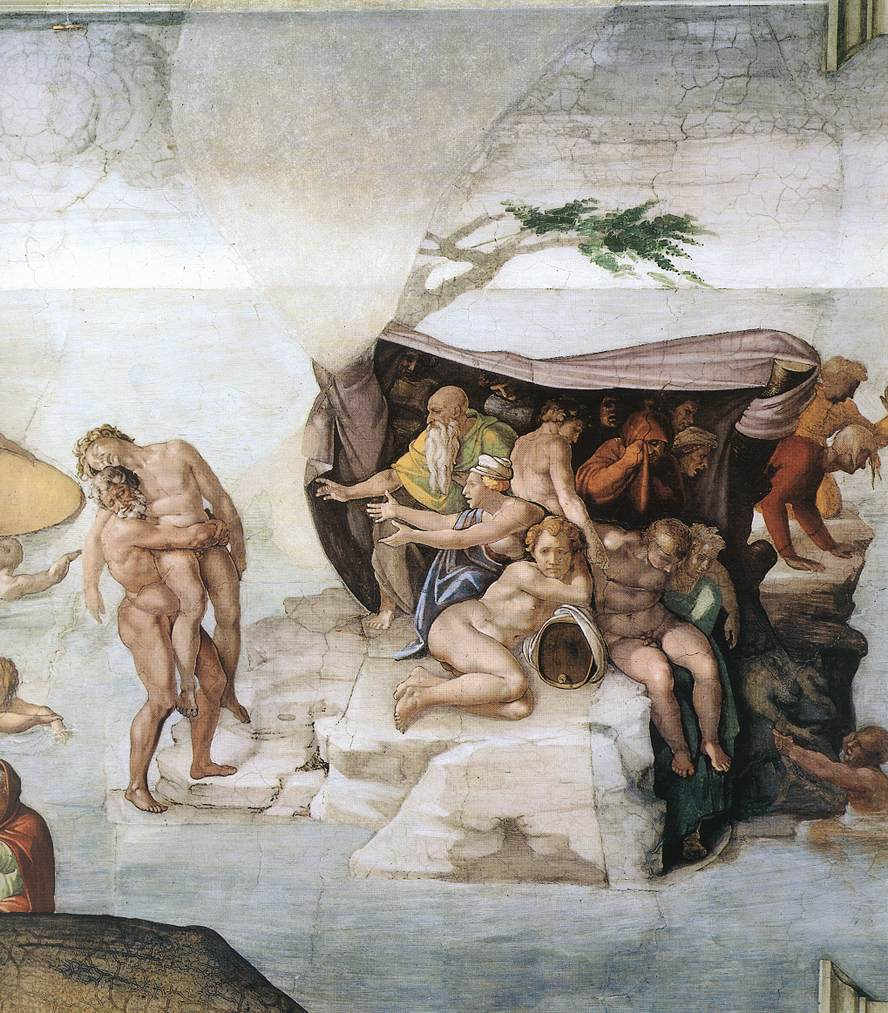
Dettaglio
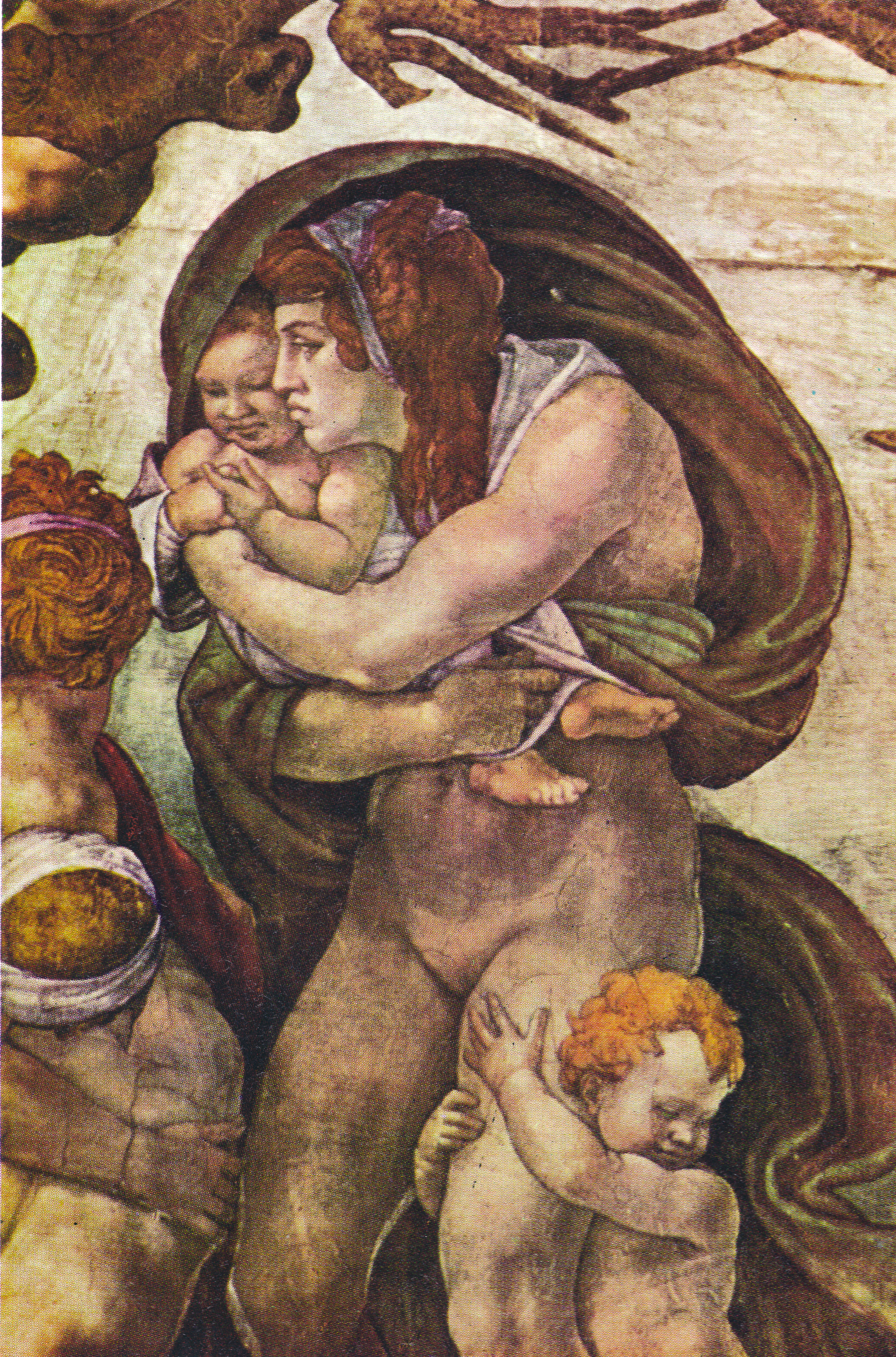
Dettaglio